# Estación Antonio de Biedma

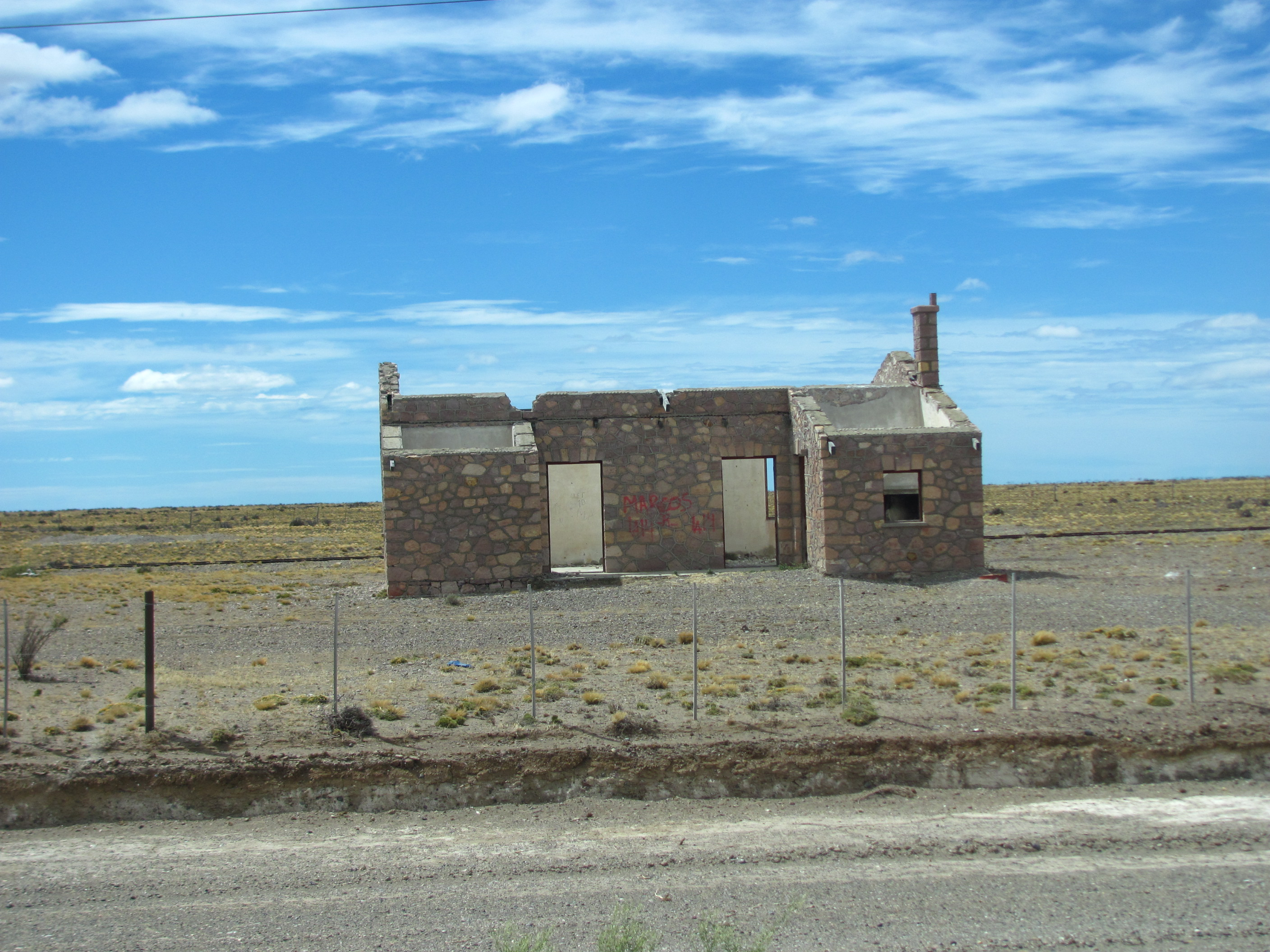
Vista actual de la que fuera la vivienda de los peones en el estado de abandono.

Antonio de Biedma era una estación ferroviaria ubicada en el paraje rural del mismo nombre, en el Departamento Deseado, Provincia de Santa Cruz, Argentina.
Formaba parte del Ferrocarril Patagónico, como parte del ramal que iba de Puerto Deseado a Las Heras, inaugurado en el año 1914 y que originalmente estaba planeado para terminar en el Nahuel Huapi.

## Toponimia
El nombre de la estación recuerda al explorador Antonio de Biedma, nacido en Jaén, España, que en 1780 recorrió los pueblos de la zona patagónica. También, se le intentó imponer el nombre «Pengüin» en homenaje a un ave característica de la región. Sin embargo, esto no prosperó y se decantó por el actual.La denominación Antonio de Biedma se impuso en forma definitiva el 8 de octubre de 1914 por un decreto presidencial dictado en reemplazo de la progresión kilométrica que hasta ese tiempo imperaba.

## Historia
La estación se inauguró en el año 1914, y luego de un pequeño auge inicial -incluso se llegó a formalizar la creación de una localidad con el mismo nombre en 1921. Poco tiempo después su importancia y existencia decayeron raudamente. De este modo, la existencia de los 30 pobladores en la zona rural cercana, según el censo territorial realizado en el año 1920, sería solo un vago recuerdo. En esta estación funcionó ad honorem desde el día 12 de febrero de 1917 una estafeta postal de forma discontinua, siendo mencionada en la guía postal de 1930. Luego aparecería en la guía Kraft 1959, menciona al jefe de estación Luis Gómez como encargado de la correspondencia; quizás se refería al hecho de recibir y enviar cartas como colaboración, pues la estafeta no existía más en la década de 1950.
Fue un punto estratégico ya que gracias a las napas presentes en este lugar se ejecutó un pozo, y Puerto Deseado y otras localidades tuvieron acceso a la escasa agua. La misma fue transportada por vagones-tanques y repartida por los carros aguateros. Este trabajo se llevó a cabo hasta 1946 cuando se construyó el acueducto.
Uno de los últimos registros de la localidad-estación se dio en un mapa del instituto geográfico militar de los años 1960. En este documento se escribió su nombre con tinta negrita lo que indicaba importancia para el ferrocarril o cantidad poblacional relevante. El mapa histórico permite ver la otra de las razones de esta notoria importancia: Antonio de Biedma se situaba en el cruce de la ruta nacional 281 y la provincial 66. Esto le aseguró recibir producción del sur de la provincia y a viajeros.
El último jefe de estación fue Joaquín de la Cruz Peña,cuando tren circuló por última vez en julio de 1978.

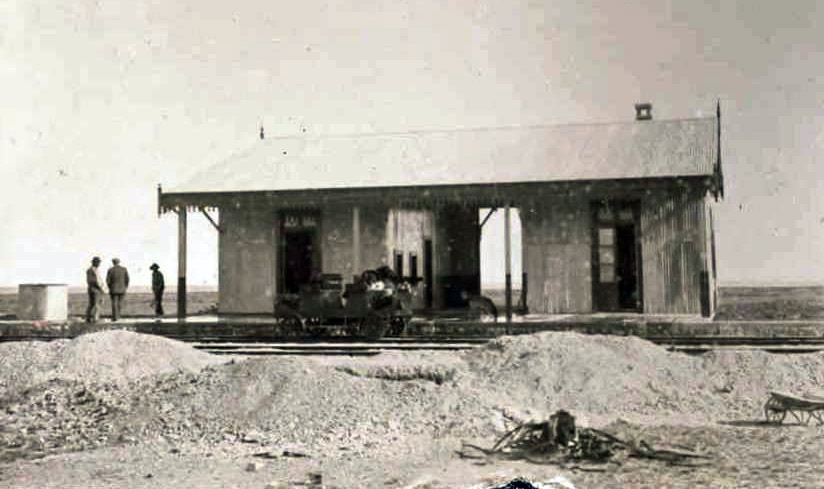
Antonio de Biedma en su construcción.

Ya para inicios de los años 1990 solo se podía encontrar en pie el andén. Siendo su falta de población el principal motivo de su depredación.
Hoy en día se encuentra destruida por obra del vandalismo sin control y la bravura del clima patagónico. Sin embargo, a pesar de esto aún conserva el pozo de agua para el tanque, con inocultable origen inglés de los materiales; su caseta caminero sin techo; algunas señales ferroviarias y sus vías.
El 8 de julio de 2008, en un acto realizado en la Casa Rosada por Cristina Fernández de Kirchner, la Secretaría de Transporte, a cargo de Ricardo Jaime y dependiente del Ministerio de Planificación de Julio De Vido, adjudicó el reacondicionamiento y rehabilitación del tren patagónico.No obstante, Antonio de Biedma no fue incluida en la lista de los puntos a rehabilitar. A pesar de esto, si fue nombrada en el mapa del proyecto que presenta el trazado ferroviarios y las estaciones más importantes.Tras la gran suma invertida por el estado y la inauguración en 2015 de las obras por parte del gobierno peronista, el ferrocarril no volvió a funcionar y gobierno fue acusado de un perjuicio de $92.000.000 de obra pública malversada.
En octubre de 2024 el gobernador Claudio Vidal anticipó que trabaja en el proyecto de recuperación del ferrocarril. El político aseguró que el tren cubriría los 285 kilómetros de recorrido y volvería a pasar por las estaciones Las Heras, Piedra Clavada, Koluel Kayke, Pico Truncado, Minerales, Fitz Roy, Jaramillo, Tellier y Puerto Deseado. A pesar de no ser mencionada Antonio de Biedma entre las estaciones a rehabilitar; si fue nombrada en el mapa del proyecto que presenta el trazado ferroviarios y las estaciones más importantes.

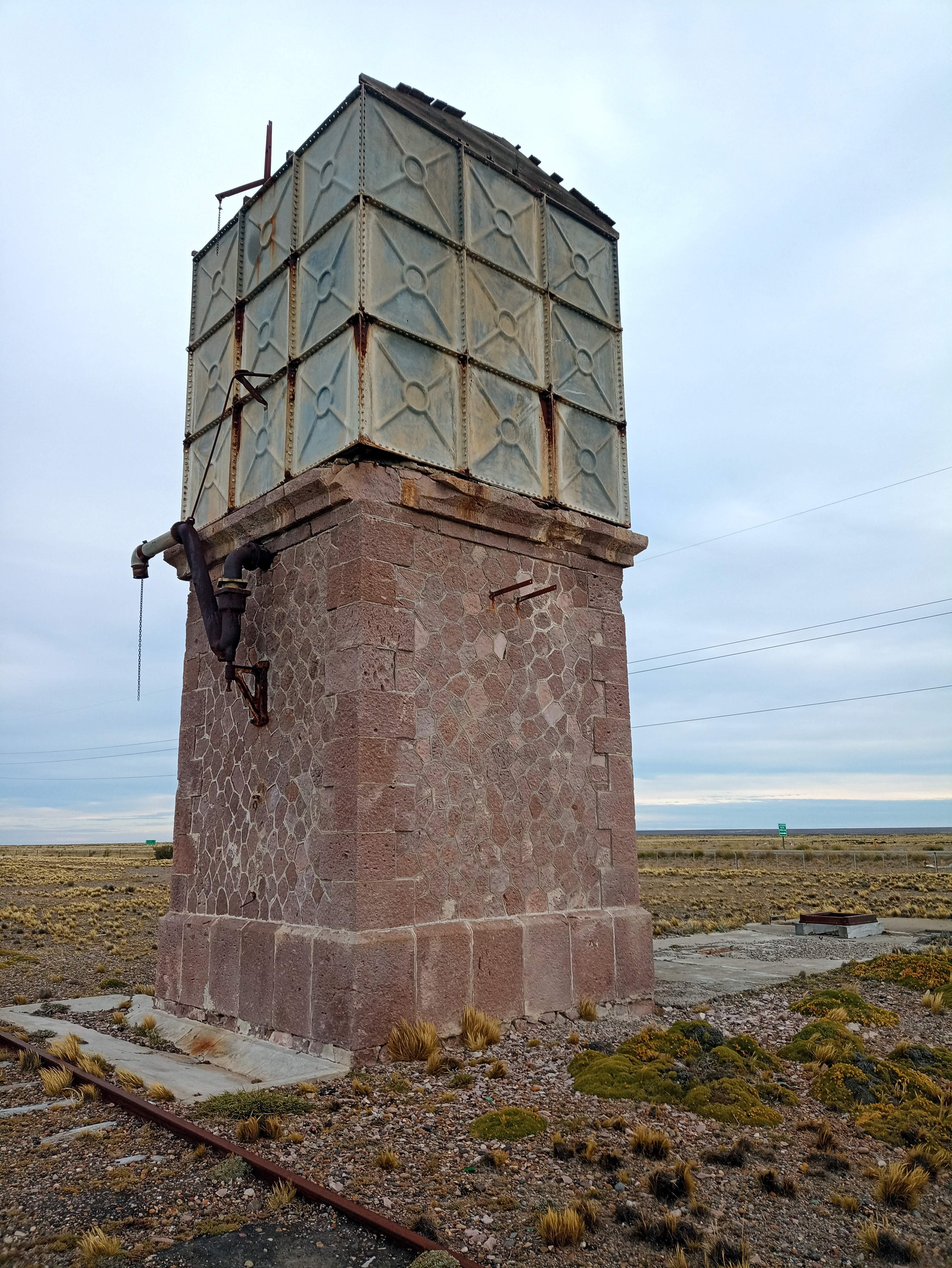
Tanque de la estación con perfecta conservación.

## Funcionamiento

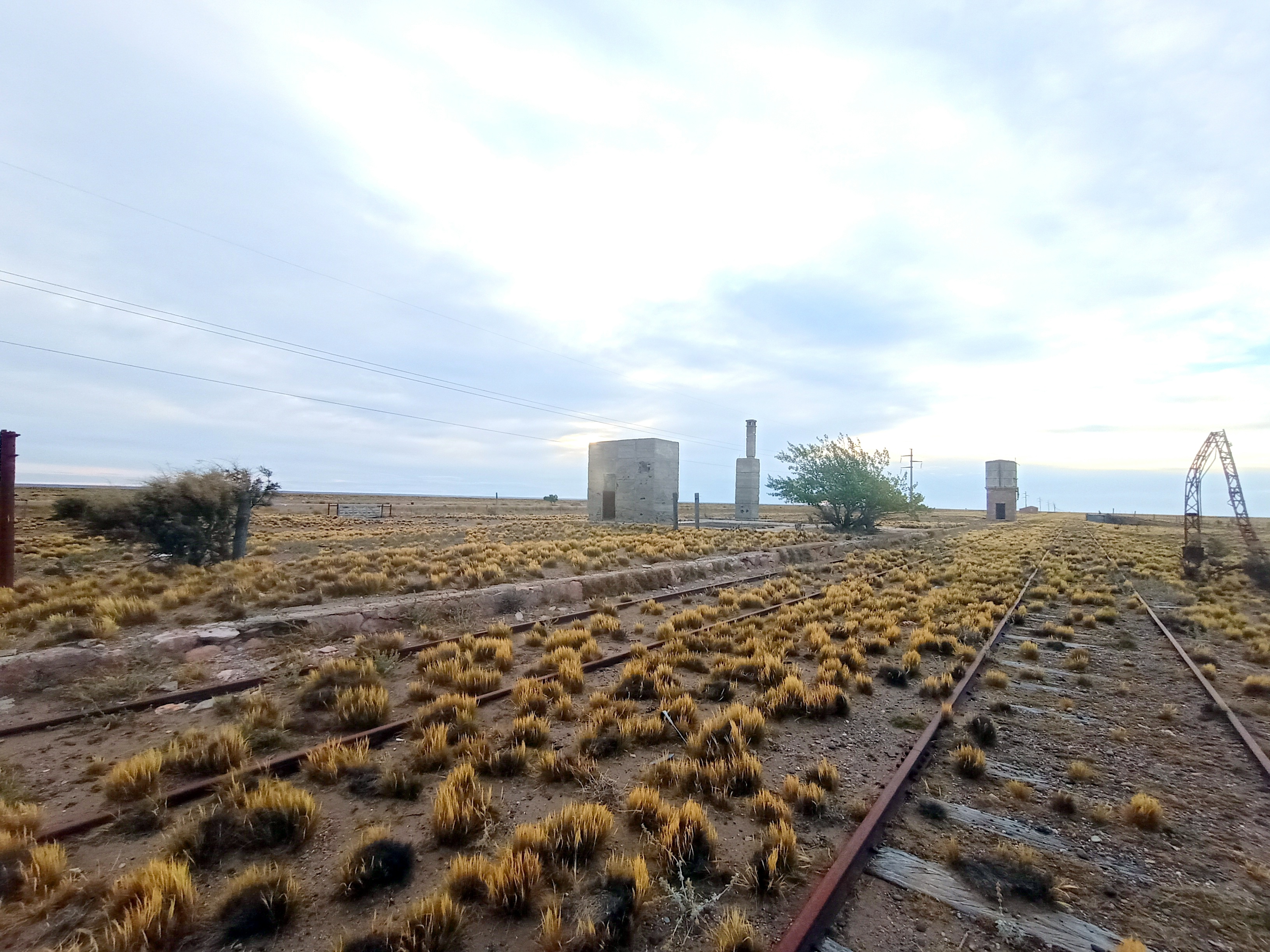
Instalaciones adornadas con la forestación que implantaron los ferroviarios.

### Itinerarios históricos
Un análisis de itinerarios e informes de horarios lo largo del tiempo permite ver cómo fue variando el desempeño de esta estación a lo largo de su historia activa:
El primer informe de horario fue publicado en 1920 con datos vigentes desde el 20 de noviembre de 1917. El documento expuso que los trenes mixtos partían los lunes y jueves desde Deseado a las 8:00, visitaban Antonio de Biedma a las 10:40 y arribaban a las 18:40 a Las Heras. Mientras que el regreso era los martes y sábado desde las Heras a las 8:30 horas con arribo, pasando por Antonio de Biedma a las 14:44 y finalizando en Deseado a las 17:30. La carrera pendiente abajo desde Las Heras era de 1 hora menos y luego se redujo a 30 minutos. El tren a vapor completaba la distancia con Pampa Alta en 30 minutos y para el tramo Antonio de Biedma - Cerro Blanco se necesitaban 40 minutos.
El segundo informe de horario tuvo lugar el 1 de noviembre en 1928. El documento expuso que los trenes mixtos partían los lunes y jueves desde Deseado a las 9:00 horas, pasaban por Antonio de Biedma a las 11:35 y arribaban a las 18:30 a Las Heras. Mientras que el regreso era los miércoles y sábado desde las Heras a las 9:00 horas, con llegada a Antonio de Biedma a las 15:30 y culminación en Deseado a las 17:30. Por último, el itinerario informó que los trenes estaban provistos por coche comedor y distinguían entre primera y segunda clase. El tren unía los 20 kilómetros de distancia con Cerro Blanco en 40 minutos y con Pampa Alta en otros 45 minutos.
El itinerario de 1930 no informó variaciones significativas respecto al itinerario de 1928. En documento se expuso información precisa de las tarifas: hacer todo el viaje del ferrocarril en primera costaba $24.05 o $13.60 en segunda. En tanto, para tramos simples como Deseado - Antonio de Biedma era $5.20 en primera clase o $2.95 para la segunda.
El itinerario de 1934 brindó información extensa del ferrocarril. El servicio tuvo cambios significativos y era ejecutado por trenes mixtos los días jueves y domingo. El viaje a vapor fue mejorado en sus tiempos; partía a las 9 de Deseado, pasando por Antonio de Biedma a las 11:05, para arribar a Las Heras 17:30. Gracias a esto el ferrocarril completó el recorrido en una hora menos; mientras que la distancia Pampa Alta - Antonio de Biedma pasó a ser ejecutada en 30 minutos y la distancia con Cerro Blanco a 27 minutos. En tanto, la vuelta desde Las Heras se producía los días martes y viernes desde las 9, con paso por Antonio de Biedma a las 14:59 y arribo a estación Puerto Deseado a las 17:00. Por último, el documento arrojó un dato peculiar al haber clasificado, con una caligrafía diferente, a Antonio de Biedma como estación de pocos movimientos o sin una población de importancia. Esta clasificación fue compartida con otras estaciones vecinas y similares. Sin embargo, sería por tiempo limitado.
Desde el informe de 1936 se observó una de las mayores mejorías en los servicios de este ferrocarril. El miércoles partía el tradicional tren mixto desde Deseado a las 9:00 con paso por Antonio de Biedma a las 11:10 y arribo a Las Heras a las 17:30. Luego, el viernes retornaba desde Las Heras desde las 9, pasando por Antonio de Biedma a las 15:05 para arribar a las 17:00 a Deseado. Por otro lado, el servicio de los lunes partía a las 9:30 y alcanzaba Las Heras a las 16:15. El mismo estuvo marcado por la introducción de ferrobuses diésel que aceleraron los tiempos del ferrocarril en 6:15 minutos. El viaje de regreso se producía el martes desde las 9:30 con arribo a Deseado a las 16:15. Llamativamente, no se informó horarios de arribo de las estaciones minoritarias vecinas para los servicios ejecutados por ferrobuses. Sin embargo, esta estación figuró como parada obligatoria y con un horario de arribo de 10:48.
Otro informe de 1938 mostró la continuidad del servicio ejecutado por ferrobuses. Las condiciones de 1936 se mantuvieron sin modificaciones. Sin embargo, se mostró los horarios de todos los puntos que eran recorridos por ferrobuses; inclusive de las que eran paradas optativas. El ferrobús alcanzaba esta estación a las 10:48 y estaba distanciada de Cerro Blanco por 24 minutos y en otros 29 minutos de Pampa Alta.
El itinerario de 1946 comunicó condiciones similares a los anteriores. No obstante, se presentó el abandono de los ferrobuses en favor del vapor. De esta forma, los viajes fueron ejecutados por trenes mixtos que partían con coche comedor los lunes desde Puerto Deseado a las 9:00 horas, paraba en Antonio de Biedma a las 11:05 arribaba a las 17:30 a Las Heras. Estaba separada de Cerro Blanco por 27 minutos y de Pampa Alta por otros 30 minutos de distancia. Sorprendentemente, la estación no figuró como clausurada como sus estaciones similares y vecinas. No obstante, fue escrita con caligrafía menor como otras estaciones, indicando poco movimiento o ausencia de población. El status que mantuvo este punto, frente a las estaciones vecinas ya clausuradas, posiblemente se debió a que fuera confirmada como uno de los pocos puntos donde se abastecían las locomotoras de agua en el ramal.

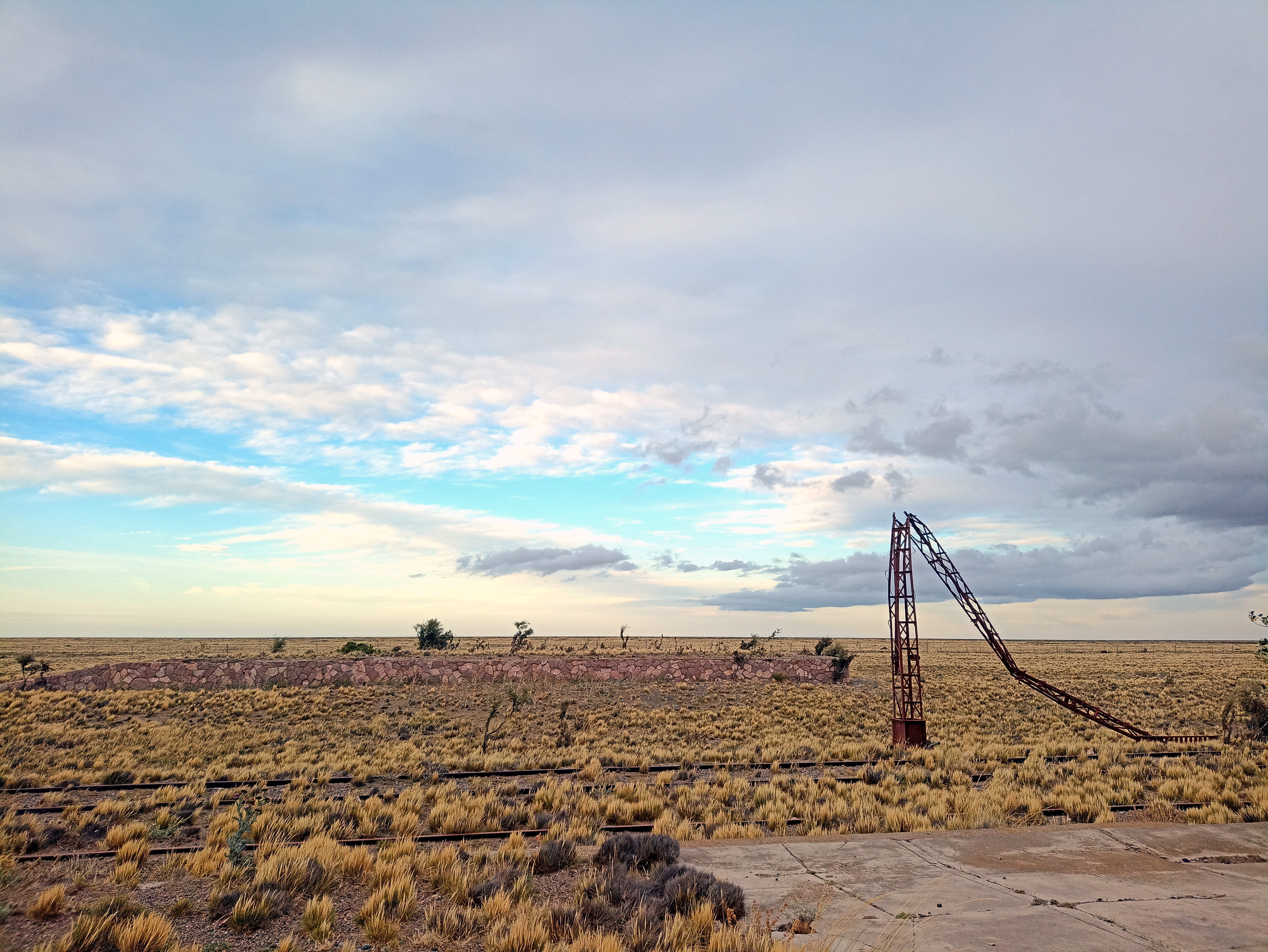
Bases de lo que fuera un galpón de cargas y una señal abatida por el viento.

El mismo itinerario de 1946 fue presentado por otra editorial y en él se hace mención menos detallada de los servicios de pasajeros de este ferrocarril. En el documento se confirmó las mismas condiciones del itinerario anterior. Por otro lado, las tarifas mantuvieron los valores y secciones de 1938.
El último informe de horarios de noviembre de 1955 expuso cambios significativos: todos los servicios de pasajeros pasaron a ser operados por ferrobuses. Asimismo, se modificaron los horarios y días; partiendo el coche motor desde Deseado los lunes, miércoles y viernes a las 13:30, visitando Antonio de Biedma a las 14:52 y arribo a Las Heras a las 19:15 horas. El regreso se producía desde Las Heras martes, jueves y sábados con partida a las 13:30, paso por Antonio de Biedma a las 17:31 y arribo a deseado a las 18:45. El coche motor tardaba en unir Antonio de Biedma con Pampa Alta unos 23 minutos y con Cerro Blanco otros 20 minutos. La estación se mantuvo activa con todos sus servicios a diferencias de sus similares que se hallaban clausuradas o reducidas a paradas optativas de los servicios ferroviarios.
En todos los itinerarios e informes de horarios del servicio siempre fue llamada Antonio de Biedma. Sin embargo, en los itinerarios 1930, 1934, 1946 y 1955 fue abreviada a A.de Biedma. Posiblemente, esto sugiere un acortamiento del nombre; al menos en el ámbito informal, hacia Biedma.

## Infraestructura
Fue construida como estación de segunda clases. Siendo la única de este tipo desde Puerto Deseado hasta Ramón Lista. Se situaba a 163,02 m s. n. m. La progresión de las vías en este punto alcanza los 61.2 kilómetros.
El primer documento que detalló el equipamiento de este punto fue el itinerario de 1934. El mismo detalla que Biedma estaba dotada de:
- Apartadero 653 m.
- Desvíos auxiliares 564 m.
- Estanque Piggott 49 m³.
- 1 rampa de costado.
- Capa freática a 16,80 m.

Posteriormente, un informe de 1958 detalla que fue clasificada de como de primera categoría con servicios de carga, pasajeros, encomiendas, telégrafos y hacienda (P. E. C. T. H). Al respecto de la hacienda informa que recibe y despacha hacienda con previo arreglo únicamente. Su infraestructura y dimensiones la hacían estación de 2° clase ( intermedias de equipamiento en este ferrocarril). Mientras que para desempeñar sus tareas ferroviarias se valía de:
- Apartadero 653 m.
- Desvíos 666 m.
- Estanque Piggott 49 m³.
- 1 rampa de costado.
- Capa freática a 16,80 m.
- Caseta caminero.

La leve diferencia entre ambos documentos se puede deber a posteriores mejoras o una mejor medición.

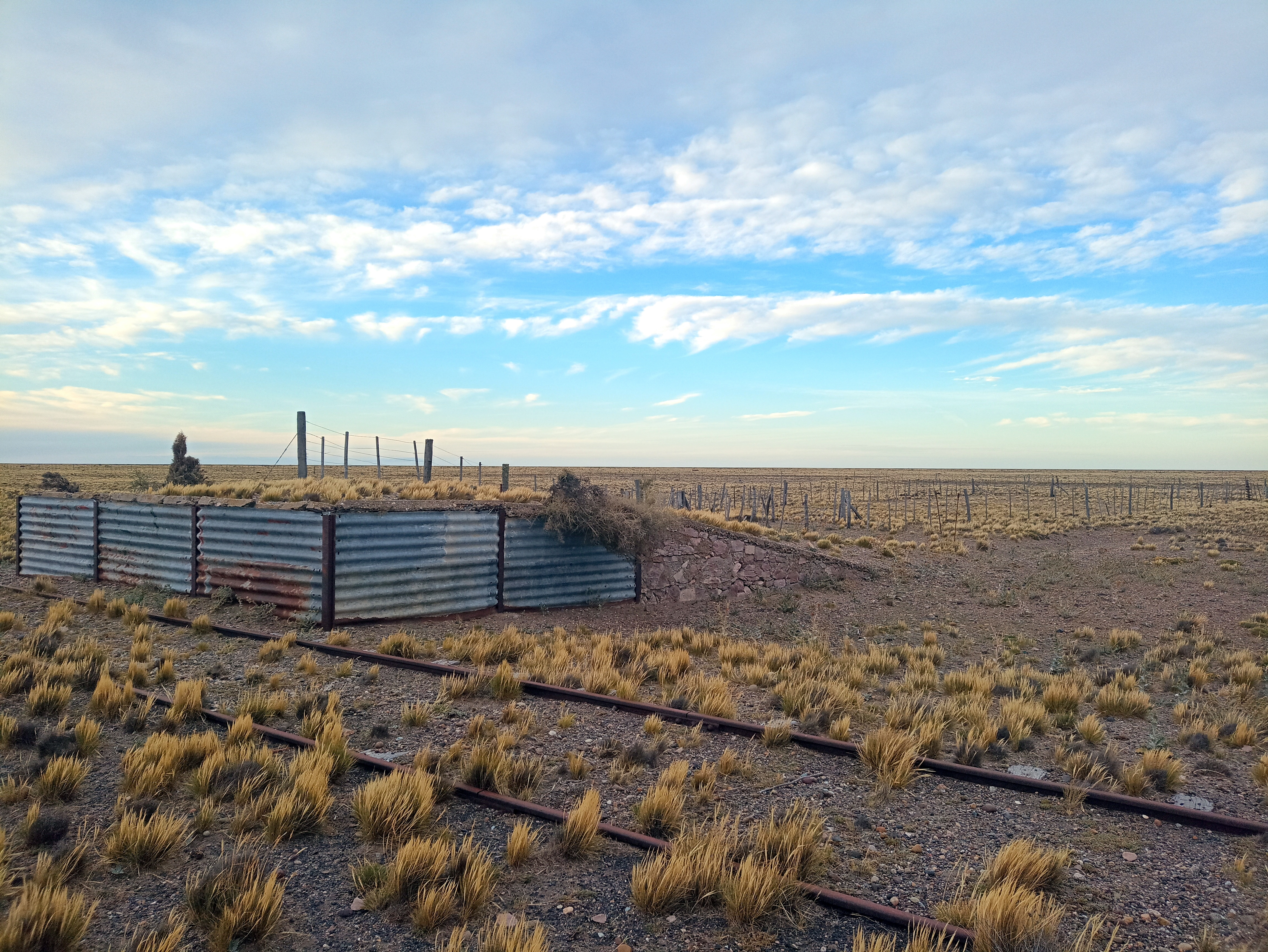
Corral y rampa de costado con perfecta conservación.
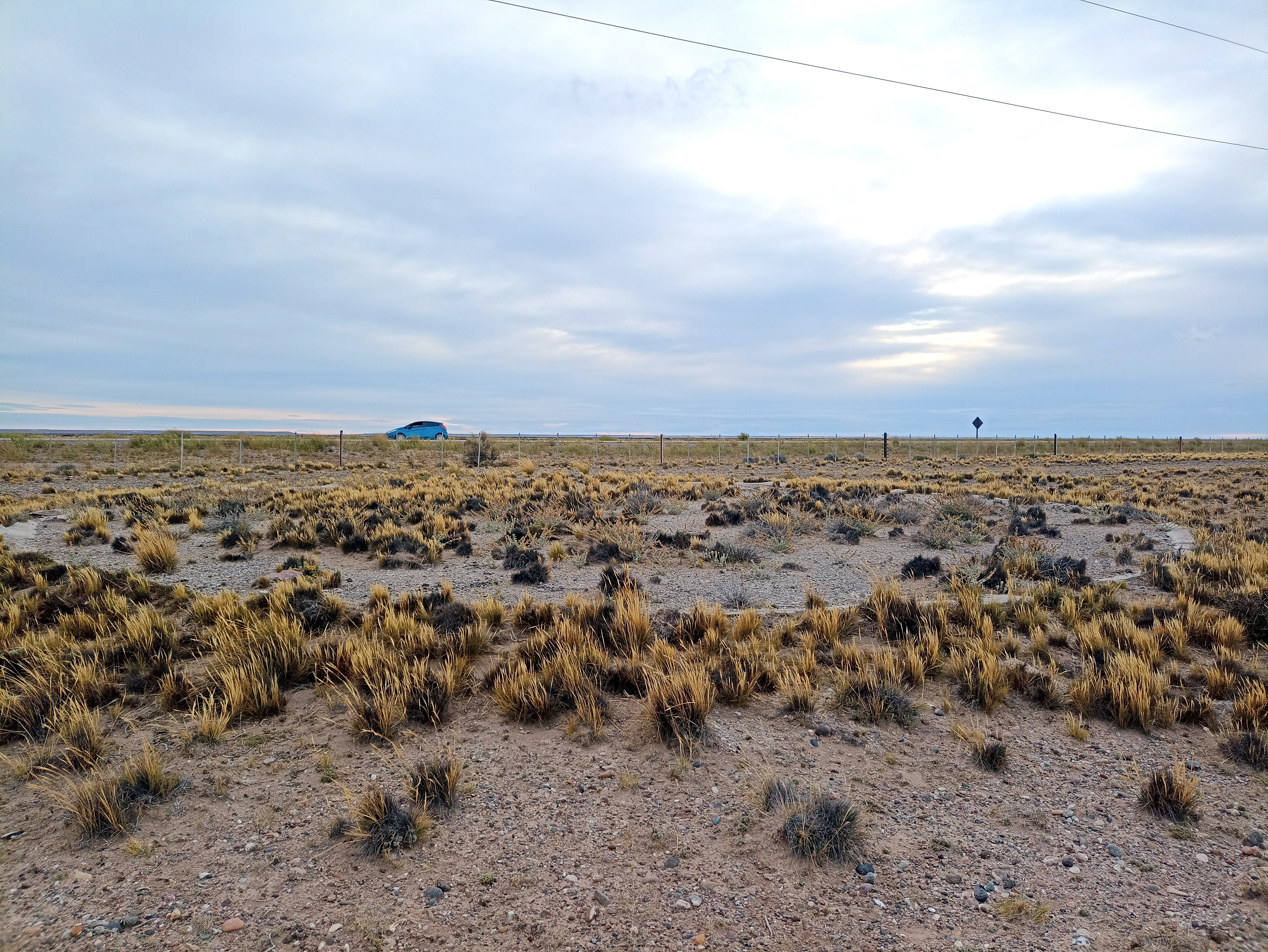
Lugar que contenía una aguada o tanque para el ganado.
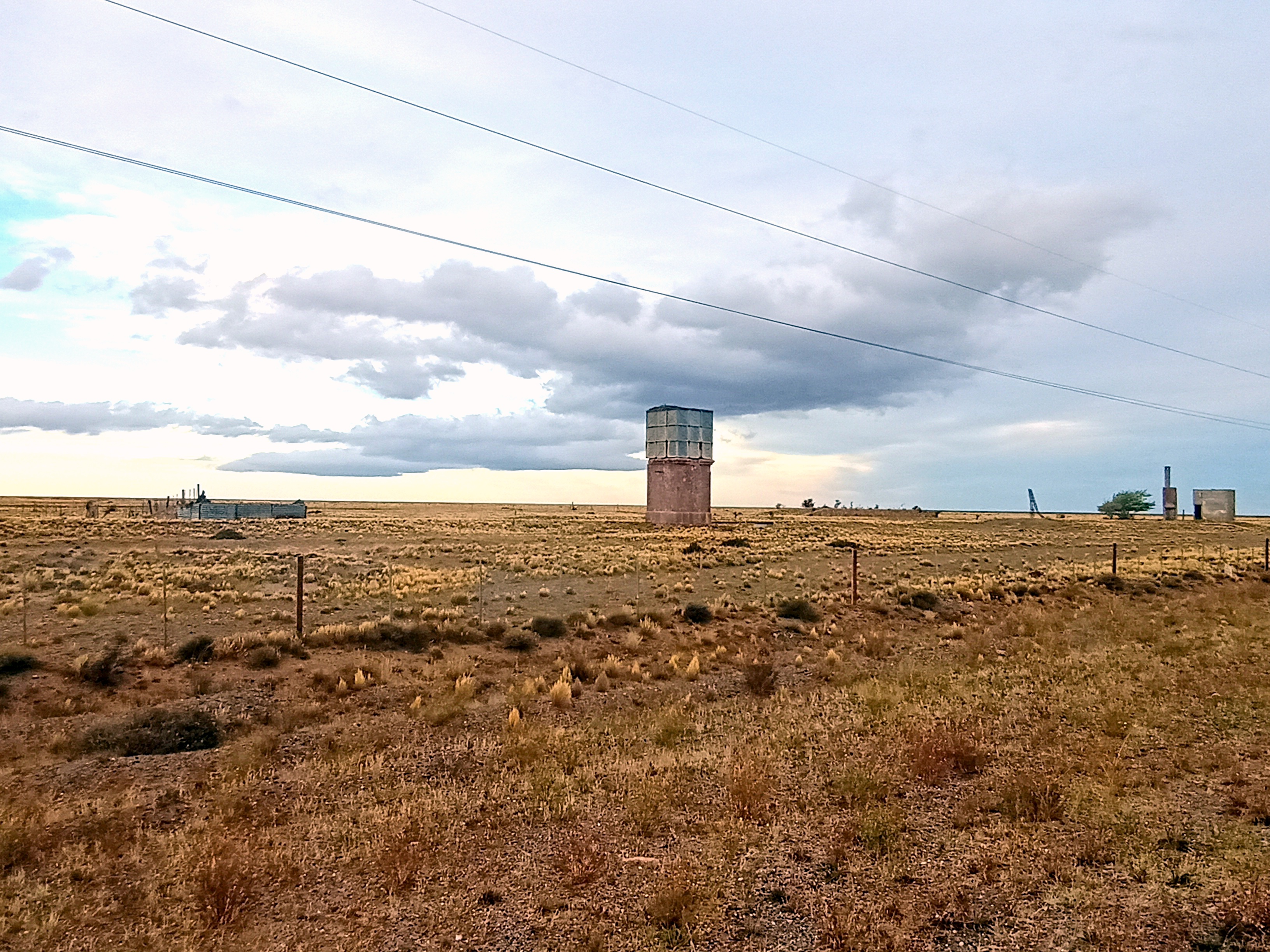
Gran parte de las instalaciones totales que tuvo la estación.
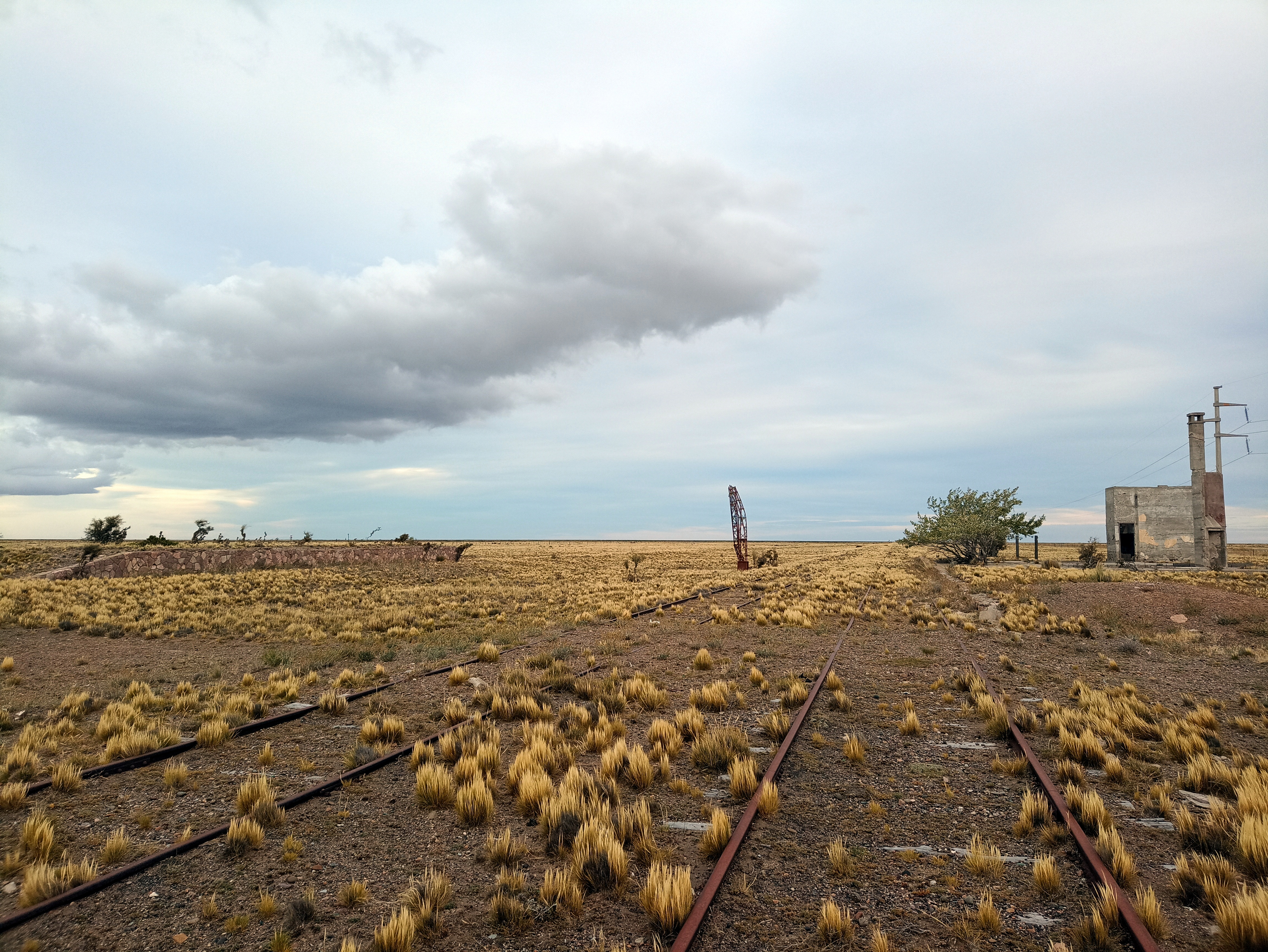
Instalaciones en ruinas de lo que fue la estación Antonio de Biedma.